# Morro Cabeça no Tempo
Morro Cabeça no Tempo è un comune del Brasile nello Stato del Piauí, parte della mesoregione del Sudoeste Piauiense e della microregione di Chapadas do Extremo Sul Piauiense.